# El Retiro (Antioquia)
El Retiro es un municipio de Colombia, situado en la subregión Oriente del departamento de Antioquia. Limita por el norte con los municipios de Envigado y Rionegro, por el este con los municipios de Rionegro y La Ceja, por el sur con La Ceja y Montebello y por el oeste con los municipios de Santa Bárbara, Caldas y Envigado. Conocida inicialmente como "El Guarzo", de ahí el gentilicio de sus habitantes. Su cabecera municipal está a 28 kilómetros de Medellín.

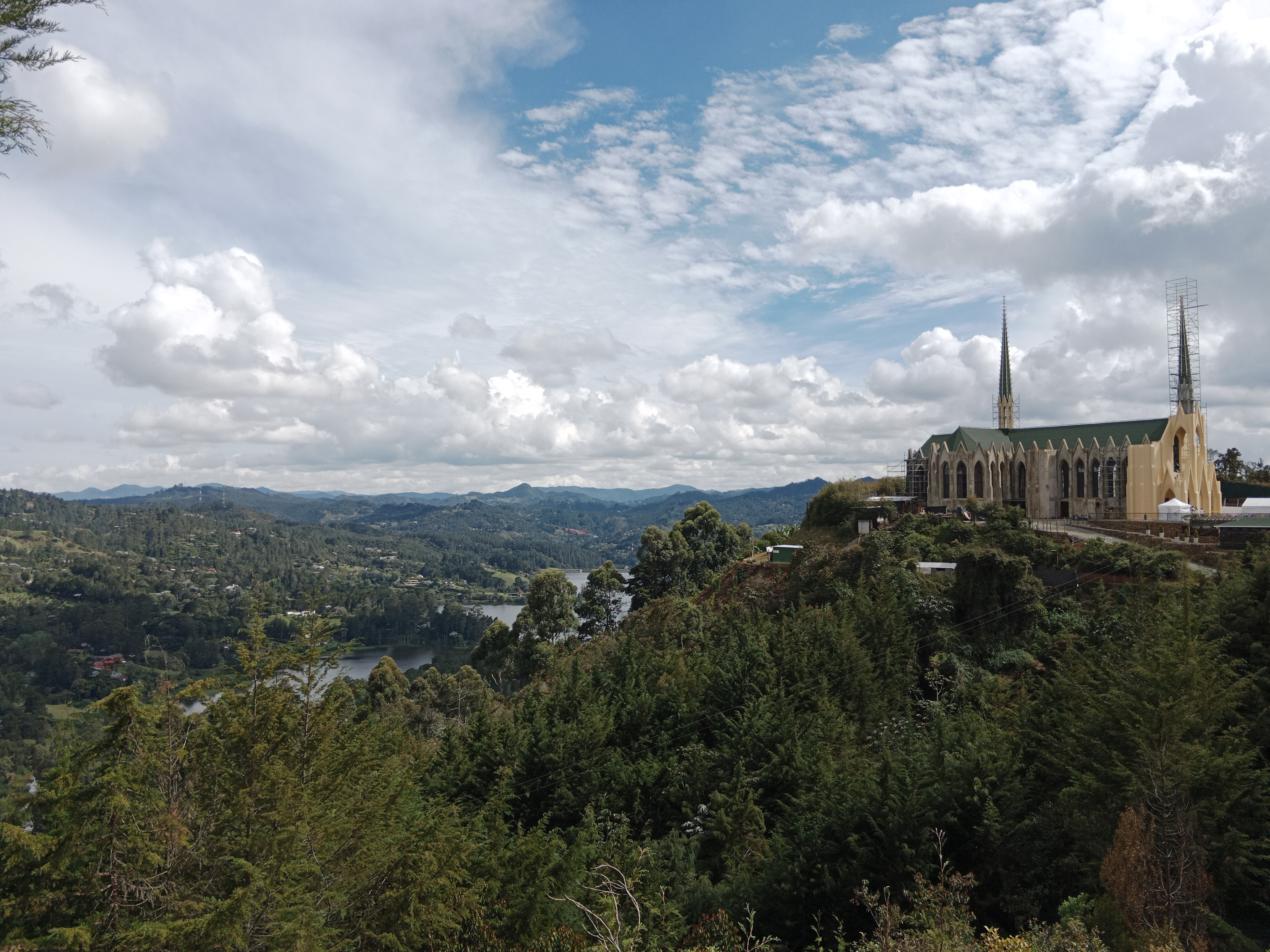
Vista zona rural vereda Los Salados, a la derecha iglesia caballeros de la virgen

## Historia
Los conquistadores españoles ocuparon el altiplano del oriente antioqueño (principalmente vascos) a principios del siglo XVII y en 1734 don Ignacio Castañeda y su esposa doña Javiera Londoño se establecieron en territorios de lo que hoy es El Retiro para explotar con sus esclavos las minas o aventaderos de El Guarzo. El 11 de octubre de 1766, doña Javiera firmó el testamento que había convenido con su esposo, donde le daba libertad a 140 esclavos y les cedía la más productiva de las minas de El Guarzo. De este gesto se deriva el gentilicio de guarceños y el apelativo “Cuna de la Libertad”, pues fueron ellos los primeros en liberar esclavos en América y el mundo. Este territorio era habitado por indígenas Tahamíes y Quiramas, y a partir de 1786 se inició el asentamiento de población blanca, mestiza, mulata y negros libertos. En 1790 se reconoce como vereda El Guarzo del municipio de Rionegro y el 15 de octubre de 1814 el vicario superintendente, presbítero doctor Lucio de Villa, dictó el decreto de erección de la parroquia de El Retiro, entidad reconocida por los patriotas como circunscripción municipal. Año de Fundación: 1790 Erigido como Municipio: 15 de octubre de 1814 Familias Fundadoras: don Juan José Mejía, primero en edificar su casa en este paraje, cuyo terreno frontal regaló para plaza, capilla y casa cural; don Nicolás Mejía, quien el 13 de noviembre de 1814, obtuvo el permiso para levantar una capilla dedicada la Virgen del Rosario; don José Nicolás Arcila, famoso por haber descubierto los salados conocidos como “Montoyón”, hoy vereda Los Salados; don Antonio Mejía y su hermano, don Francisco Mejía; don Agustín Montoya y su hermano, don Cristóbal Montoya; don José Antonio Botero; don Gregorio Uribe; Matías Vallejo, Cornelio Jaramillo, Felipe Montoya y Juan José Henao

## Iglesia Nuestra Señora del Rosario
Templo religioso de culto católico ubicado en el municipio de El Retiro, Oriente antioqueño. Es una iglesia de estilo barroco y tomó su nombre de un cuadro de Nuestra Señora del Rosario. El lugar fue donado por la familia de Juan José Mejía uno de los fundadores del municipio.
En sus inicios fue una construcción en paja y la estructura definitiva se terminó alrededor del año 1874 por el sacerdote José Vicente Calad. Tiene pinturas de las estaciones del vía crucis en los laterales y en el altar mayor de madera, una imagen de la Virgen del Rosario; en los laterales tiene vitrales con imágenes religiosas y dos confesionarios en madera tallada, con cúpula.
También una cúpula con vitrales que proporcionan luz al altar principal, y balcón interior posee coro, pila bautismal encerrada con reja metálica, mural de alusión al bautizo de Jesús, y a la entrada, en el costado izquierdo, una urna con el Señor Caído. En la cúpula interior sobre el altar mayor tiene pinturas de los: evangelistas San Juan, San Marcos, San Lucas y San Mateo.
Además tiene un atril en madera con aplicaciones doradas y dos ángeles en mármol que sostienen sendas pilas de agua a la entrada y cripta donde reposan los restos de dos sacerdotes hijos de El Retiro.

## Capilla Nuestra Señora de los Dolores y San José
La capilla Nuestra Señora de Los Dolores y San José es un templo colombiano de culto católico, dedicada bajo la advocación conjunta de la Virgen de los Dolores y San José, está localizada en el municipio de El Retiro (Antioquia), aproximadamente a 300 m del parque principal, y pertenece a la jurisdicción eclesiástica de la diócesis de Sonsón-Rionegro.
La edificación es de estilo colonial, data de 1733 cuando los esposos Ignacio Castañeda y Javiera Londoño mandaron a construir una capilla con techo de paja y entronizaron las imágenes de San José y La Dolorosa. La ermita fue adornada con valiosas joyas, más tarde fue reformada por sus fundadores. Originalmente fue construida por los esclavos con adobe cocido y pegado con argamasa (arena, cal y sangre de novillo). Luego, es donada por Javiera Londoño para el culto de los esclavos de la época a Virgen de las Angustias o de los Dolores, y a san José.
La capilla fue restaurada luego del terremoto de 1942. Tiene dos colecciones de cuadros en Arte Quiteño y español, entre los que se destacan el Cristo de La Justicia (El Cielo, El Infierno y El Purgatorio). De lunes a viernes se celebra la misa a las 5:00 p. m., los sábados a las 7:00 p. m. y los domingos a las 3:00 p. m. fue Declarada Monumento Histórico del Municipio, y además es considerada museo de arte religioso.

## Capillas
- Capilla Nuestra Señora del Pilar (Vereda Pantanillo)
- Capilla Nuestra Señora de la Candelaria (Vereda la Fe)
- Capilla Sagrado Corazón de Jesús (Vereda Los Salados)
- Capilla Camino de Emaus (Vereda Don Diego)
- Capilla del cementerio municipal
- Capilla de San José
- Iglesia Nuestra Señora del Rosario

### Barrios
| El Corralito | La Macarena | Bicentenario    | Guanteros        | Santa Ana         | La Libertad | Brisas del Edén | La Acuarela     | Sector Centro |
| Corvisol     | Pinares     | La glorieta     | Chapineros       | Retiro del viento | La Aldea    | Riberas         | Puente Colorado | El Plan       |
| La Capilla   | El Rosario  | Martin Pescador | Retiro Campestre | El Pino           |             |                 |                 |               |

## Generalidades
- Año de Fundación: 1790
- Erigido como Municipio: 15 de octubre de 1814
- Familias Fundadoras: don Juan José Mejía, don José Nicolás Arcila, don Antonio Mejía y su hermano, don Francisco Mejía; don Agustín Montoya y hermano, don Cristóbal Montoya; don José Antonio Botero; don Gregorio Uribe; Matías Vallejo, Cornelio Jaramillo, Felipe Montoya y Juan José Henao.
- Gentilicio: Guarceños, viene del centro minero El Guarzo.
- Extensión: 243 km²
- Altitud: 2175 m s. n. m. en el casco urbano.
- Temperatura: 16 °C promedio
- Distancia desde Medellín: 33 km - Vía Las Palmas
- Apelativo: Cuna de libertad, dado por ser el primer poblado de América en liberar a sus esclavos por doña Javiera Londoño siguiendo instrucciones póstumas de su marido don Ignacio Castañeda.

Cuenta el municipio de El Retiro con 20 veredas denominadas de la siguiente manera: Carrizales, Don Diego, El Barcino, El Carmen, El Chuscal, El Portento, La Amapola, La Honda, La Hondita, La Luz, Lejos del Nido, Los Medios, Los Salados, Nazareth, Normandía, Pantalio, Pantanillo, Puente Peláez, Santa Elena y Tabacal, además de la zona urbana de 1 km²).
Está comunicado por carretera con las ciudades de Medellín, Rionegro, La Ceja, Montebello, Caldas y Envigado.
El primer nombre que tuvo el poblado fue "El Cuarzo". Según Jaime Sierra García, exgobernador de Antioquia e historiador, debido a la existencia de numerosas minas de cuarzo existentes. La palabra fue degenerándose por el campesino hasta llegar a una pronunciación muy particular generalizándose el término "Guarzo" y de este su gentilicio "Guarceños".
Su territorio, situado en la Cordillera Central de los Andes, es quebrado. Por su cercanía con Medellín, El Retiro forma parte, tanto del llamado "Segundo piso de Medellín", como de la tradicional "Vuelta a Oriente", paseo casi obligado de fin de semana para miles de residentes de las zonas circundantes, especialmente las del Valle de Aburrá, donde se asienta Medellín.
En el municipio se encuentra la importante Represa de la Fe, como fuente de reserva para el abastecimiento de agua para Medellín.

## Economía
- EBANISTERIA Y CARPINTERIA:

La elaboración de muebles en El Retiro es una tradición
ebanistas y carpinteros de manos laboriosas y experimentadas que han
transmitido sus conocimientos de generación tras generación durante más de 100
años. La inspiración, la creatividad y el trabajo manual de estos artesanos
transforman la madera en muebles de reconocida hermosura, calidad y duración
y esta producción es uno de los principales renglones de la economía del
Municipio
- AGRICULTURA:

El Retiro es actualmente el cuarto productor de aguacate de
exportación, con más de 250 hectáreas sembradas en la variedad Hass. Ya se han
hecho los primeros despachos a Europa y al Japón y próximamente entrará en
funcionamiento en el sector de Don Diego una moderna planta de acopio,
clasificación y refrigeración para distribuir la fruta que se produce en la región a
los mercados nacionales e internacionales. El café que se produce en el sur del
Municipio es considerado por los expertos como café de alta calidad y ya se
encuentra en el mercado nacional las marcas Café Guarceño y Café 100% El
Retiro cultivados, tostados, molidos y empacados por los propios productores.
Otros productos agrícolas destacables son la mora, el tomate, el plátano y la
uchuva. También hay otras líneas productivas como: avicultura, porcicultura,
floricultura, piscicultura y el ganado lechero.
- ECOTURISMO:

Se desarrollan actividades como cabalgatas y caminatas en
recorridos por caminos precolombinos, reales y caminos de herradura. También se
práctica el agroturismo, el campismo y el avistamiento de aves. Su amplia
biodiversidad hace de este territorio un destino preferido para disfrutar de la
naturaleza y aislarse en la tranquilidad.
También se llevan a cabo recorridos en las veredas sobre la explicación y el proceso de obtención del café con el objetivo de que los extranjeros que visiten el municipio conozcan sobre este producto Colombiano tan reconocido internacionalmente, este tour se lleva a cabo por Café Retiro, una sociación que produce café especial cultivado en este municipio.

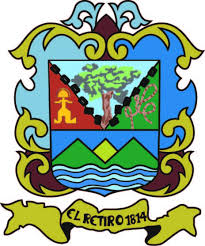
Escudo

## Escudo
- Figura humana indígena:

Se ha querido consagrar en el escudo un recuerdo de la etnia indígena tahamí, quienes fueron dueños y señores de estas tierras antes de la conquista de América. Este símbolo denota con propiedad y fortaleza la gratitud que aún no les ha reconocido la historia.
- Cadenas:

Quizá sea esta la pieza que con mayor propiedad se haya hecho en la empresa heráldica, puesto que fue en El Retiro donde Javiera Londoño dio la primera libertad a esclavos en el Nuevo Reino de Granada. En la remota época de la colonia cuando aún no se hablaba de librar de la opresión a estos seres humanos, por tal motivo aparecen reventadas en la base donde nacen.
- Un roble:

Simboliza la fortaleza del municipio y de su raza fuerte y emprendedora, remedo de aquella de los conquistadores hispanos.
- Cordon franciscano:

Sobre el girón siniestro y formando un nudo heráldico, el cordón franciscano es representación fiel y recuerdo imborrable de Fray Cansío Botero primer párroco del municipio que a su vez fue capellán del libertador. 
- Tres picos de montaña:

que en forma de encajado en punta obran en el segundo campo de la punta y representan la topografía del terreno del oriente antioqueño donde se encuentra ubicado El Retiro. 
- Ondas de agua:

Debajo de las montañas cónicas aparecen las ondas de agua en plata y azul que representan el río Pantanillo como también a la represa de La Fe.

## Bandera
El fondo blanco es símbolo de paz y tranquilidad que reina entre las gentes del municipio, sobre él se destaca un triángulo verde, símbolo de la esperanza que abriga nuestros pueblos, en busca del progreso y mejoramiento y las estrellas son el número de veredas que consta el Municipio de El Retiro

## Demografía
Población Total: 23 514 hab. (2018)
- Población Urbana: 12 479
- Población Rural: 11 035

Alfabetismo: 93.1% (2005)
- Zona urbana: 95.3%
- Zona rural: 90.9%

### Etnografía
Según las cifras presentadas por el DANE del censo 2005, la composición etnográfica del municipio es:
- Mestizos & Blancos (99,9%)
- Afrocolombianos (0,1%)

## Fiestas
Las fiestas de El Retiro parecieran ser más bien las de un barrio campestre de la ciudad de Medellín. Los turistas del Valle de Aburrá frecuentan El Retiro como si estuvieran paseando por sus fincas o ciudades. Las fiestas principales de la población son:
- Día de la identidad guarceña septiembre 15. Es una fecha especial quedefinió el Concejo municipal para afianzar las tradiciones y el sentido de pertenencia de sus pobladores.

- Fiestas patronales a Nuestra Señora del Rosario en octubre

- Fiestas de la Virgen del Carmen en julio

- Encuentro Nacional de Danzas Folclóricas en octubre es un certamen que obedece a una tradición dancística cultivada con esmero desde hace

cerca de 100 años. Se destacan sus grupos de danzas por el ritmo, la alegría y las bien elaboradas propuestas coreográficas.
- Encuentro Nacional de Intérpretes de la Dulzaina en julio El Retiro es un pueblo musical por tradición y desde la Colonia se cultiva la música con

esmero. Su conformación multiétnica de indígenas, colonizadores españoles, esclavos africanos y mestizos han moldeado un guarceño que lleva la música en su sangre. Un Festival Nacional de la Dulzaina es un
certamen que se asume como propio.
- Encuentro Nacional de Duetos y estudiantinas en agosto el aire musical que se respira en El Retiro propicia la creación y conformación de duetos, tríos y estudiantinas. De aquí es el famoso dueto “Luciano y Concholón” y este encuentro es el resultado lógico de un ambiente acogedor y musical.

- Fiestas de los Negritos, Del 26 al 30 de diciembre. Son las fiestas de fin de año más populosas y apetecidas de Antioquia. Las amenizan las mejores

orquestas de música tropical y parrandera de Colombia y hay actividades culturales y recreativas para todos los públicos. Su tradición se remonta a
1767 cuando muere doña Javiera Londoño y se hace efectivo el testamento que le da libertad a sus esclavos a cambio de que cada año ellos y sus descendientes por la vía mujeril, le celebren una misa y una fiesta religiosa por el eterno descanso de su alma y la de su esposo don Ignacio
Castañeda. Desde entonces, la tradición se mantiene con actos religiosos y fiesta popular.
- Concurso Nacional de Bandas Juveniles de Música, Maestro Luciano Bravo. Noviembre. Es un certamen en honor a este buen músico del famoso dueto

“Luciano y Concholón”.
- Celebración Día del Campesino en cada Vereda. De julio a octubre. Es una fiesta que la Administración municipal le ofrece a los campesinos como un

reconocimiento a su trabajo y como una forma de disfrutar en familia de la música, la comida, los sainetes y la tertulia con los funcionarios de la
Administración.
- Festival Internacional de Teatro. Agosto – septiembre

- Festival Internacional de Poesía. Julio.

- Festival Nacional de Cuentería. Octubre.

## Gastronomía
Tiene una amplia, variada, popular e internacional oferta tiene en todos sus alrededores y también en Medellín y sus clientes son fieles y obligatorios, dado que el Municipio está situado estratégicamente en las rutas turísticas del Oriente antioqueño, y el poblado goza de una tradición imperecedera en este sentido.
Su oferta en alimentos tiene el sabor distintivo del paseo de fin de semana y del campo, es comarcano, descomplicado y típico. Constituye desde hace muchos decenios un atractivo turístico tradicional. Entre los platos más sobresalientes se encuentran:
- Truchas en Sierra Blanca.
- Bandeja paisa original y auténtica, también llamada en Antioquia "Típico Montañero", que podemos encontrar en Serenata Paisa, uno de los más tradicionales restaurantes del oriente antioqueño.
- Chorizos, chicharrones, morcillas y otras delicias típicas en los estaderos de la vía y en el parque principal.
- Oferta de comida internacional en los malls de Carabanchel, La Fe, Don Diego y su zona urbana.
- Postres y delicias artesanales, como DULCE MARÍAS. también merengones en los numerosos puestos de la carretera.
- Arepas, platos típicos y calentados en Mi jardín y la cocina de Dalila (Los salados).
- Cocina internacional como: Creativo Sushi (Cocina Nikkei), Suspiro (Peruana), Samborondón (Española), Rodizzio (Brasil), El Rancho e la Chacha (Argentina), Franciana (Venezolana), entre otras opciones para satisfacer los paladares de los más exigentes comensales.

## Educación del Retiro
- Liceo Francés de Medellín[5][6]

- Institución Educativa Ignacio Botero Vallejo , Pública urbana

- Institución Educativa Dolores e Ismael Restrepo , Pública rural

- Colegio Theodoro Hertzl , privada rural

- Colegio Hontanares , privada rural

- Institución Educativa Luis Eduardo Restrepo Posada , pública rural

- The vermont school , privada rural

- Colegio San José De las Vegas , privada rural

## Sitios de interés cultural
- El parque principal Santander y las casas coloniales del centro histórico del Municipio, que son Patrimonio arquitectónico del Departamento de Antioquia.
- Iglesia Nuestra Señora del Rosario Parque Principal
- Capilla y museo Nuestra Señora de los Dolores y San José es patrimonio cultural
- Casa Museo de la Identidad Guarceña
- Club campestre Hacienda Fizebad, Vereda Los Salados
- Casa de la Cultura y biblioteca Roberto Escobar Isaza
- Cementerio municipal uno de los más lindos del Oriente Antioqueño
- Capilla del cementerio una linda capilla de estilo colonial.
- Ebanisterías y carpinterías ubicadas a lo largo de sus calles.
- La banda de música sinfónica de El Retiro, es la mayor expresión cultural con 90 años de historia musical.
- Celebración Religiosa de la Semana Santa, marzo - abril .
- Celebración especial de la Semana Santa Infantil en Vivo, marzo - abril .
- Teatro municipal Lázaro Villa Cadavid

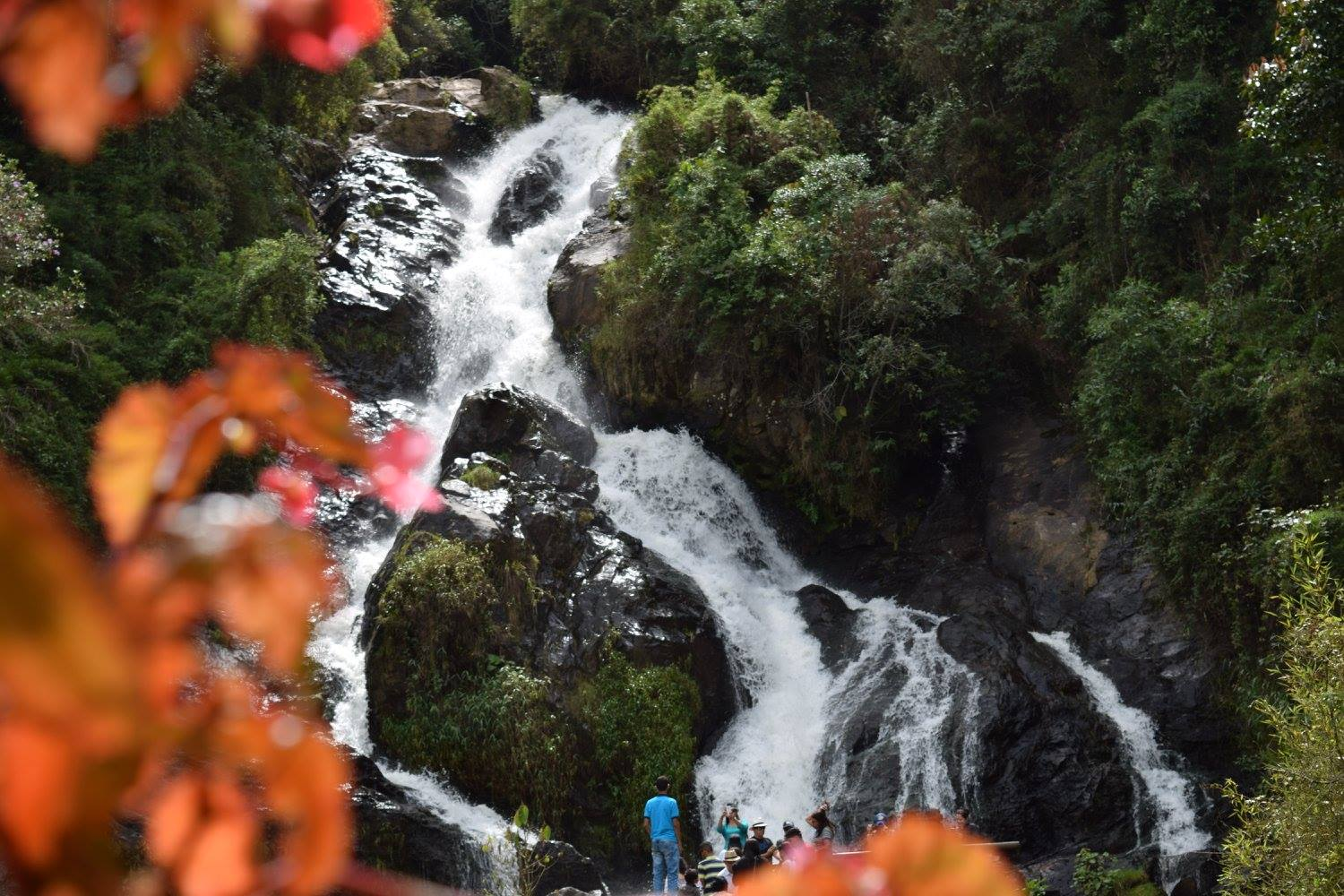
Cascada Tequendamita sitio ecoturistico del Municipio

## Sitios de interés natural
- Reserva Ecológica San Sebastián La Castellana entre El Retiro y Envigado con sus 200 hectáreas de bosque húmedo tropical . Vía Loma del Escobero. Vereda Carrizales. 402 5450
- Parque del Amor o parque Lineal es un espacio público con cerca de 1.500 metros de sendero peatonal dotado de casetas, asaderos y juegos infantiles para que cualquier ciudadano lo utilice sin ningún costo. Entrada al Municipio.
- Parque ecológico Los Salados. Vereda Los Salados. Vía las Palmas. 541 03 95
- Parador Turístico Salto El Tequendamita. Vereda Don Diego. Vía a La Ceja.
- Amplios y agradables caminos veredales con paisajes maravillosos.
- Caminos de herradura para recorridos rurales de caminantes y caballistas.
- Hermosas cascadas en las veredas Nazareth, La Honda, El Carmen y Normandía.
- Camino real Cerro de la Cruz, situado cerca a la entrada del municipio